# Villar del Campo
Villar del Campo település Spanyolországban, Soria tartományban. Villar del Campo Aldealpozo, Valdegeña, Trévago, Matalebreras, Pozalmuro és Tajahuerce községekkel határos. Lakosainak száma 30 fő (2024).

## Népesség
A település népessége az elmúlt években az alábbi módon változott:
| Lakosok száma | 37   | 35   | 28   | 27   | 23   | 25   | 22   | 22   | 26   | 30   |
|               | 2001 | 2004 | 2007 | 2009 | 2012 | 2014 | 2017 | 2019 | 2022 | 2024 |